# Wings of Tomorrow
Wings of Tomorrow es el segundo álbum de estudio de la banda de hard rock Europe. Fue lanzado el 24 de febrero de 1984 por Hot Records, justo un año después de su disco debut.
Publicado en Escandinavia, Japón y Estados Unidos, este trabajo está muy influenciado por la vena melódica de Joey Tempest y el sonido duro y seco del guitarrista John Norum. Ambos superan las expectativas del público, que encuentra en este álbum un trabajo más completo que el anterior homónimo y con una mejor calidad de grabación. De hecho, se alquilaron los estudios Polar de Estocolmo, un entorno profesional que ya contaba con medios de grabación digitales.
Sin embargo, el éxito comercial de este álbum, aunque no decepcionó las expectativas, se vio fuertemente influenciado por la falta de videos promocionales. Hot Records había dispuesto de un presupuesto ligeramente superior al del trabajo anterior y el grupo, para evitar el fracaso del video anterior, decidió renunciar a grabar otro. Esto influyó significativamente en las ventas, no en Escandinavia y Japón, donde ya eran muy populares, sino en Estados Unidos. Además, la discográfica encargada del marketing no promocionó este trabajo en absoluto.
El álbum Wings of Tomorrow todavía cuenta con más de 1 millón de copias vendidas.
En total se lanzaron cuatro sencillos de este trabajo; "Lyin' Eyes" (en 1983), "Dreamer", "Wasted Time", "Stormwind" y "Open Your Heart" (versión original). Este último tema fue relanzado en una nueva edición para 1988, como parte de su álbum Out of This World.
La canción "Scream of Anger" originalmente fue titulada "Black Journey Through My Soul" y escrita en 1981. Es una contribución muy notable del bajista Marcel Jacob. Fue versionada por la banda de death metal melódico Arch Enemy, como bonus track en la edición japonesa de Burning Bridges. 

## Lista de canciones
1. "Stormwind" (Joey Tempest, Hughes, Pages) – 4:31
2. "Scream of Anger" (Tempest, Marcel Jacob) – 4:06
3. "Open Your Heart" (Tempest) – 4:10
4. "Treated Bad Again" (Tempest) – 3:46
5. "Aphasia" [instrumental] (John Norum ,Jacob) – 2:32
6. "Wings of Tomorrow" (Tempest) – 3:59
7. "Wasted Time" (Tempest, Hughes, Jacob)– 4:10
8. "Lyin' Eyes" (Tempest) – 3:47
9. "Dreamer" (Tempest) – 4:28
10. "Dance the Night Away" (Tempest, Pages, Levén) – 3:35

## Personal
- Joey Tempest – vocal,
- John Norum – guitarras
- John Levén – bajo
- Tony Reno – batería

### Producción e ingeniería
- Leif Mases – productor, ingeniero
- Peter Engberg – ilustración de cubierta
- Magnus Elgquist – fotografía
- Camilla B. – diseño de cubierta